# Georg von Baudissin
Georg (Traugott Emil Nicolaus Friedrich) Graf von Baudissin (* 22. Juli 1910 in Langenau; † 27. Dezember 1992 in München) war ein deutscher Diplomat, Politologe und Jurist.

## Leben
Nach dem Abitur am Ratsgymnasium Bielefeld studierte Baudissin bis 1932 Rechtswissenschaft unter anderem in Göttingen und Greifswald. 1928 trat er dem Corps Pomerania bei; in den Kösener Corpslisten 1971 ist er als ausgeschieden aufgeführt.
Von 1933 bis 1934 war er Mitglied der SA, zum 1. Mai 1937 trat er der NSDAP bei (Mitgliedsnummer 4.796.122). Im Zweiten Weltkrieg war er Offizier in der Rechtsabteilung der Luftwaffe. 1944 erfolgte seine Überstellung an die 1. Fallschirm-Armee. Nach der Entlassung aus britischer Kriegsgefangenschaft arbeitete Baudissin als Rechtsanwalt in Gütersloh und Bielefeld. 1948 wurde er Stadtrechtsrat in Bielefeld.
Im Januar 1955 wurde er als Legationsrat in das Auswärtige Amt (Amt Brentano) einberufen. Zeitweise leitete Baudissin das Sicherheitsreferat des Außenamtes und vertrat 1959 die Bundesrepublik in der Vier-Mächte-Arbeitsgruppe der Genfer Außenminister-Konferenz. 1960 bekleidete er als Botschaftsrat 1. Kl. die Position des stellvertretenden NATO-Botschafters in Paris. Von 1961 bis Ende 1966 war er „Labour-Advisor“ (Berater für Arbeitsrecht) beim äthiopischen Kaiser Haile Selassie I.
1967 kehrte Baudissin nach Deutschland zurück und zog nach Starnberg, 1976 nach München. Als Politologe mit dem Spezialgebiet „Nord-Süd“ war er bis 1975 bei der Stiftung Wissenschaft und Politik in Ebenhausen tätig. Anschließend arbeitete er bis Mitte der 1980er Jahre als Rechtsanwalt in München und zeitweise als Geschäftsführer vom Verband der Bayerischen Grundbesitzer.

## Herkunft und Familie
Er gehörte zu dem ursprünglich aus der Oberlausitz stammenden, im Dreißigjährigen Krieg nach Schleswig-Holstein gekommenen Adelsgeschlecht Baudissin. Als Enkel von Traugott von Baudissin war er der Neffe von Theodor von Baudissin sowie Cousin ersten Grades von Wolf von Baudissin. Ein Cousin zweiten Grades war Klaus Graf von Baudissin.
Sein Sohn ist der Filmemacher und Fernsehredakteur Christian Baudissin.